# 名古屋市立片平小学校
名古屋市立片平小学校（なごやしりつ かたひらしょうがっこう）は、愛知県名古屋市緑区鳴海町字片平にある公立小学校。

## 沿革
- 1970年（昭和45年） - 鳴海小学校分校より独立・開校、プール完成・校歌制定
- 1980年（昭和55年） - 創立10周年記念式典・伸びる子の像完成
- 1990年（平成2年）　- 創立20周年記念式典・体育館どん帳完成
- 1995年（平成7年）　- 開校25周年記念・片平資料館開設
- 2000年（平成12年） - 開校30周年記念学校要覧を発行
- 2003年（平成15年） - 特別支援学級増設　トワイライトスクール開校
- 2005年（平成17年） - 西校舎及び体育館耐震工事完了
- 2006年（平成18年） - 南校舎耐震工事完了
- 2007年（平成19年） - 南校舎1階バリアフリー工事完了
- 2008年（平成20年） - 南校舎壁面補修工事完了、南校舎屋上防水工事完了

## 通学区域
- 名古屋市緑区
  - 浦里2丁目/浦里3丁目（一部） 、鳴海町（赤塚、石田、大根、片平、光正寺、小松山、三高根、三王山、清水寺、丹下、長田、天白、鉾ノ木、森下、山下、山ノ神、上ノ山、乙子山、杜若、北浦、古鳴海、小森、嫁ケ茶屋）、 松が根台

卒業生は基本的に名古屋市立千鳥丘中学校へ進学する。

## 周辺
- 千句塚公園
- 千鳥塚
- 成海神社
- 赤塚古墳
- 常夜灯
- 名鉄自動車学校

## アクセス
- 名鉄バス 鳴海駅発「平針運転免許試験場」行、平針運転免許試験場（愛知県運転免許試験場）発「鳴海駅前」行　「鳴海製陶前」下車 南西600m
- 名古屋市営バス 植田駅発（植田11号系統、野並経由）「地下鉄鳴子北」行、鳴子北駅発（植田11号系統）「地下鉄植田」行　「鳴海大根」下車　南350m